# ボシュロム選手権
ボシュロム選手権（Bausch & Lomb Championships）は、1980年から2008年までアメリカ・アメリアアイランドで開催されていたWTAテニストーナメントである。サーフェスは屋外クレーコート。2009年と2010年は後継大会のMPSグループ選手権が行われた。

## 大会歴代優勝者

### シングルス
| 年   | 優勝者                               | 準優勝者                         | 決勝結果            |
| ---- | ------------------------------------ | -------------------------------- | ------------------- |
| 1980 | マルチナ・ナブラチロワ               | ハナ・マンドリコワ               | 5–7, 6–3, 6–2       |
| 1981 | クリス・エバート                     | マルチナ・ナブラチロワ           | 6–0, 6–0            |
| 1982 | クリス・エバート (2)                 | アンドレア・イエガー             | 6–3, 6–1            |
| 1983 | クリス・エバート (3)                 | カーリン・バセット               | 6–3, 2–6, 7–5       |
| 1984 | マルチナ・ナブラチロワ (2)           | クリス・エバート                 | 6–2, 6–0            |
| 1985 | ジーナ・ガリソン                     | クリス・エバート                 | 6–4, 6–3            |
| 1986 | シュテフィ・グラフ                   | クラウディア・コーデ＝キルシュ   | 6–4, 5–7, 7–6(7–3)  |
| 1987 | シュテフィ・グラフ (2)               | ハナ・マンドリコワ               | 6–3, 6–4            |
| 1988 | マルチナ・ナブラチロワ (3)           | ガブリエラ・サバティーニ         | 6–0, 6–2            |
| 1989 | ガブリエラ・サバティーニ             | シュテフィ・グラフ               | 3–6, 6–3, 7–5       |
| 1990 | シュテフィ・グラフ (3)               | アランチャ・サンチェス・ビカリオ | 6–1, 6–0            |
| 1991 | ガブリエラ・サバティーニ (2)         | シュテフィ・グラフ               | 7–5, 7–6            |
| 1992 | ガブリエラ・サバティーニ (3)         | シュテフィ・グラフ               | 6–2, 1–6, 6–3       |
| 1993 | アランチャ・サンチェス・ビカリオ     | ガブリエラ・サバティーニ         | 6–2, 5–7, 6–2       |
| 1994 | アランチャ・サンチェス・ビカリオ (2) | ガブリエラ・サバティーニ         | 6–1, 6–4            |
| 1995 | コンチタ・マルティネス               | ガブリエラ・サバティーニ         | 6–1, 6–4            |
| 1996 | イリナ・スピールリア                 | マリー・ピエルス                 | 6–7, 6–4, 6–3       |
| 1997 | リンゼイ・ダベンポート               | マリー・ピエルス                 | 6–2, 6–3            |
| 1998 | マリー・ピエルス                     | コンチタ・マルティネス           | 6–7(8–10), 6–0, 6–2 |
| 1999 | モニカ・セレシュ                     | ルクサンドラ・ドラゴミル         | 6–2, 6–3            |
| 2000 | モニカ・セレシュ (2)                 | コンチタ・マルティネス           | 6–3, 6–2            |
| 2001 | アメリ・モレスモ                     | アマンダ・クッツァー             | 6–4, 7–5            |
| 2002 | ビーナス・ウィリアムズ               | ジュスティーヌ・エナン           | 2–6, 7–5, 7–6(7–5)  |
| 2003 | エレーナ・デメンチェワ               | リンゼイ・ダベンポート           | 4–6, 7–5, 6–3       |
| 2004 | リンゼイ・ダベンポート (2)           | アメリ・モレスモ                 | 6–4, 6–4            |
| 2005 | リンゼイ・ダベンポート (3)           | シルビア・ファリナ・エリア       | 7–5, 7–5            |
| 2006 | ナディア・ペトロワ                   | フランチェスカ・スキアボーネ     | 6–4, 6–4            |
| 2007 | タチアナ・ゴロビン                   | ナディア・ペトロワ               | 6–2, 6–1            |
| 2008 | マリア・シャラポワ                   | ドミニカ・チブルコバ             | 7–6(9–7), 6–3       |

### ダブルス
| 年   | 優勝者                                                        | 準優勝者                                                    | 決勝結果      |
| ---- | ------------------------------------------------------------- | ----------------------------------------------------------- | ------------- |
| 1980 | ロージー・カザルス イラナ・クロス                             | キャシー・ジョーダン パム・シュライバー                     | 7–6, 7–6      |
| 1981 | キャシー・ジョーダン アン・スミス                             | ジョアンナ・ラッセル パム・シュライバー                     | 6–3, 5–7, 7–6 |
| 1982 | レスリー・アレン ミマ・ヤウソベッツ                           | バーバラ・ポッター シャロン・ウォルシュ                     | 6–1, 7–5      |
| 1983 | キャンディ・レイノルズ ロザリン・フェアバンク                 | バージニア・ルジッチ ハナ・マンドリコワ                     | 6–4, 6–2      |
| 1984 | キャシー・ジョーダン (2) アン・スミス (2)                     | アン・ホッブス ミマ・ヤウソベッツ                           | 6–4, 4–6, 6–4 |
| 1985 | ロザリン・フェアバンク (2) ハナ・マンドリコワ                 | カーリン・バセット クリス・エバート                         | 6–1, 2–6, 6–2 |
| 1986 | クラウディア・コーデ＝キルシュ ヘレナ・スコバ                 | ガブリエラ・サバティーニ カトリーヌ・タンヴィエ             | 6–2, 5–7, 7–6 |
| 1987 | シュテフィ・グラフ ガブリエラ・サバティーニ                   | ハナ・マンドリコワ ウェンディ・ターンブル                   | 3–6, 6–3, 7–5 |
| 1988 | ジーナ・ガリソン＝ジャクソン エバ・プラッフ                   | カトリナ・アダムス ペニー・バーグ＝マガー                   | 4–6, 6–2, 7–6 |
| 1989 | ラリサ・ネーランド ナターシャ・ズベレワ                       | マルチナ・ナブラチロワ パム・シュライバー                   | 7–6, 2–6, 6–1 |
| 1990 | メルセデス・パス アランチャ・サンチェス・ビカリオ             | レジナ・ライチョロバ アンドレア・テメシュバリ               | 7–6, 6–4      |
| 1991 | アランチャ・サンチェス・ビカリオ (2) ヘレナ・スコバ (2)       | メルセデス・パス ナターシャ・ズベレワ                       | 4–6, 6–2, 6–2 |
| 1992 | アランチャ・サンチェス・ビカリオ (3) ナターシャ・ズベレワ (2) | ジーナ・ガリソン＝ジャクソン ヤナ・ノボトナ                 | 6–1, 6–0      |
| 1993 | マニュエラ・マレーバ＝フラニエール レイラ・メスヒ             | アマンダ・クッツァー イネス・ゴロチャテギ                   | 3–6, 6–3, 6–4 |
| 1994 | ラリサ・ネーランド アランチャ・サンチェス・ビカリオ (4)       | アマンダ・クッツァー イネス・ゴロチャテギ                   | 6–2, 6–7, 6–4 |
| 1995 | アマンダ・クッツァー イネス・ゴロチャテギ                     | ニコル・アレント マノン・ボーラグラフ                       | 6–2, 3–6, 6–2 |
| 1996 | チャンダ・ルビン アランチャ・サンチェス・ビカリオ (5)         | メレディス・マグラス ラリサ・ネーランド                     | 6–1, 6–1      |
| 1997 | リンゼイ・ダベンポート ヤナ・ノボトナ                         | ニコル・アレント マノン・ボーラグラフ                       | 6–3, 6–0      |
| 1998 | サンドラ・カシック マリー・ピエルス                           | バルバラ・シェット パティ・シュナイダー                     | 7–6, 4–6, 7–6 |
| 1999 | コンチタ・マルティネス パトリシア・タラビーニ                 | リサ・レイモンド レネ・スタブス                             | 7–5, 0–6, 6–4 |
| 2000 | 雨により決勝中止                                              |                                                             |               |
| 2001 | コンチタ・マルティネス (2) パトリシア・タラビーニ (2)         | マルチナ・ナブラチロワ アランチャ・サンチェス・ビカリオ     | 6–4, 6–2      |
| 2002 | ダニエラ・ハンチュコバ アランチャ・サンチェス・ビカリオ (6)   | マリア・エメリア・サレルニ アサ・スベンソン                 | 6–4, 6–2      |
| 2003 | リンゼイ・ダベンポート (2) リサ・レイモンド                   | ビルヒニア・ルアノ・パスクアル パオラ・スアレス             | 7–5, 6–2      |
| 2004 | ナディア・ペトロワ メガン・ショーネシー                       | ミリアム・カサノバ アリシア・モリク                         | 3–6, 6–2, 7–5 |
| 2005 | ブリアン・スチュアート サマンサ・ストーサー                   | クベタ・ペシュケ パティ・シュナイダー                       | 6–4, 6–2      |
| 2006 | 浅越しのぶ カタリナ・スレボトニク                             | リーゼル・フーバー サニア・ミルザ                           | 6–2, 6–4      |
| 2007 | マラ・サンタンジェロ カタリナ・スレボトニク (2)               | アナベル・メディナ・ガリゲス ビルヒニア・ルアノ・パスクアル | 6–3, 7–6(7–4) |
| 2008 | ベサニー・マテック＝サンズ ブラディミラ・ウーリロバ           | ビクトリア・アザレンカ エレーナ・ベスニナ                   | 6–3, 6–1      |